# Legoland Dubai
Legoland Dubai is een attractiepark in Dubai in de Verenigde Arabische Emiraten. Het park opende op 31 oktober 2016 en is eigendom van Merlin Entertainments. Het park maakt deel uit van Dubai Parks en resorts en is een van de acht Legolandparken in de wereld.
Attracties · Afbeeldingen